# UGCA 86
UGCA 86 è una galassia irregolare che fa parte del Gruppo di galassie di Maffei 1 (IC 342/Maffei Group). Posta nella costellazione della Giraffa, dista circa 8 milioni di anni luce dalla Terra. La sua velocità radiale è di 67 kilometri al secondo. Il suo diametro è di circa 12.000 anni luce.